# كينغ أند بالون
كينغ أند بالون (بالإنجليزية: King & Balloon)‏ (باليابانية: キング & バルーン) ، هي لعبة فيديو إلكترونية من نوع شوتم أب ، أنتجت سنة 1980م، وأعيدت إصدارها سنة 1984 والتي تعمل لنظام إم إس إكس.